# Pataki–Teleki-ház
A Pataki–Teleki-ház a kolozsvári Fő tér (34. szám) keleti oldalának egyik műemlék épülete. A romániai műemléke jegyzékében a CJ-II-m-B-07317 sorszámon szerepel.

## Leírása
Az épülete eredetileg egyemeletes volt, kései barokk-klasszicista polgárház. Az úgynevezett Batzoni-telken építtette a sárospataki Pataki család 1790 körül. Építésekor bekebelezték az itt álló korábbi épület reneszánsz köves falait is. 1807-ben Pataki Sámuel gróf Teleki Imre özvegyének adta el az épületet. 1845-ben Teleki Domokos neves politikus és történész vásárolta meg. A 18. század fordulóján emeleti saroktermében nyílt lehetősége a magyar színjátszó társulatnak, hogy előadásokat tarthasson. A Deák Ferenc utcai (egykori Közép utca, ma Eroilor) emeleti balkon feletti Bem-emléktábla emlékeztet arra, hogy a hadvezér 1848 karácsonyán itt szállt meg Teleki Domokos meghívására.
Az épület homlokzatát 1898-ban módosították, de földszintjének rokokós kagylóhéj-motívumú díszítményei és az emelet kétszintes háromszögű szemöldökpárkányai megmaradtak. Az 1950-es évek végén és az 1960-as évek elején emeletráépítéssel nyerte mai állapotát. Az arányvesztés elvette az épület műemlék jellegét. Emeleti részében 1880-tól a következő évben történt elhalásáig működött a Polgári Társalkodó. Szintén az emeleten rendezte be irodáját az 1900-as évek elején Gidófalvy István királyi közjegyző. Földszintjén Tamási Tamás 1859-ben alapított vászon- és fehérnemű szaküzlete működött, amelynek külön szőnyegosztálya volt a polgári és arisztokrata vásárlóknak. Mellette nyitott „finom divat üzlet”-et nők számára Gámentzy János. A Deák Ferenc utcai oldalon működött a városszerte híres Bernát-féle Papíros Áruház valamint a Lukullus Étterem.